# Citroën Survolt
Der Citroën Survolt ist ein Prototypprojekt von Citroën. Er wurde 2010 im Genfer Auto-Salon vorgestellt.

## Allgemeines
Der Survolt ist ein Rennauto. Es basiert auf dem Konzept des Citroën Revolte, der 2009 auf der IAA  vorgestellt  wurde. Da das Fahrzeug allein mit elektrischer Energie angetrieben wird, ist es lokal emissionsfrei.

## Design
|  |  |

Das Auto hat horizontale  LED-Frontscheinwerfer. Diese brauchen weniger Strom als herkömmliche Glühlampen. Dies ist für ein Elektrofahrzeug aufgrund des geringeren Energieverbrauchs von großem Vorteil.
Hinten hat der Survolt das Lichtclusterdesign von dem Revolte übernommen.
Ein Kunstauto basierend auf dem Survolt wurde in Zusammenarbeit mit Françoise Nielly 2011 erstellt.

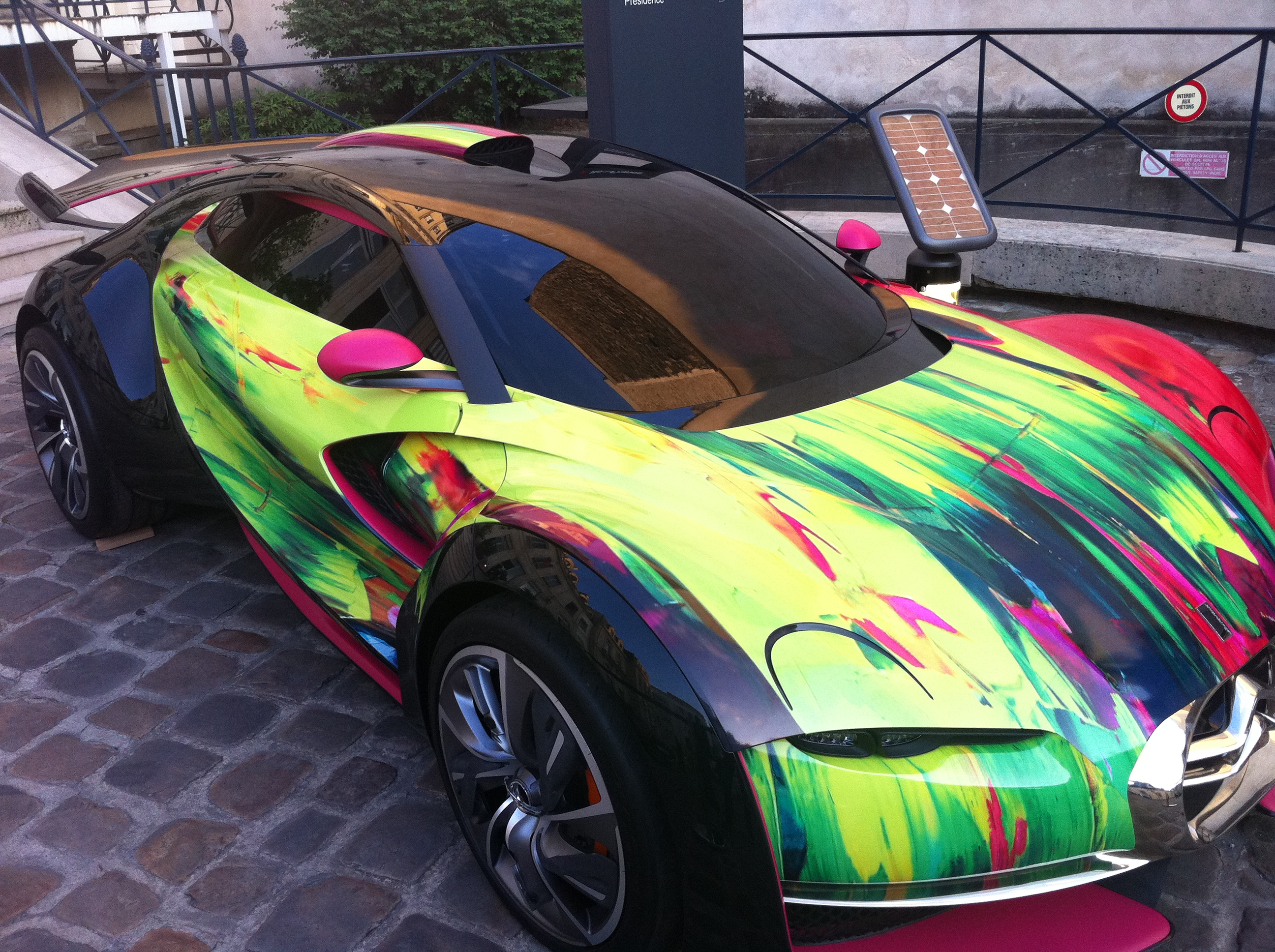
Survolt Art Car
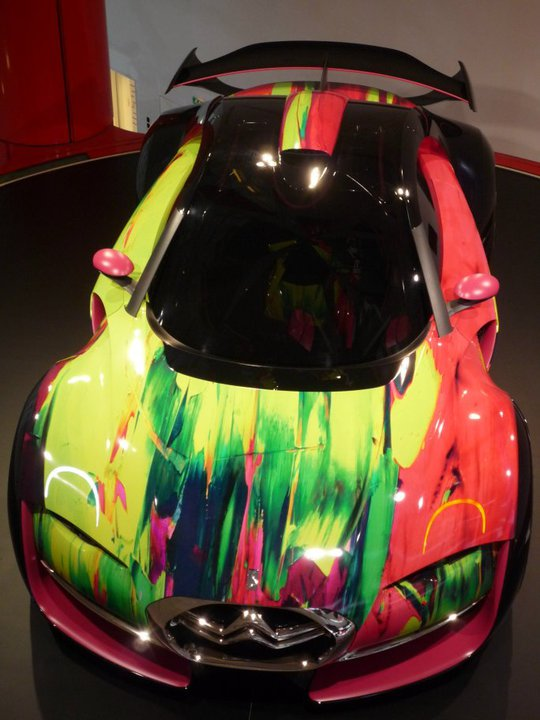
Survolt Art Car by F. Nielly
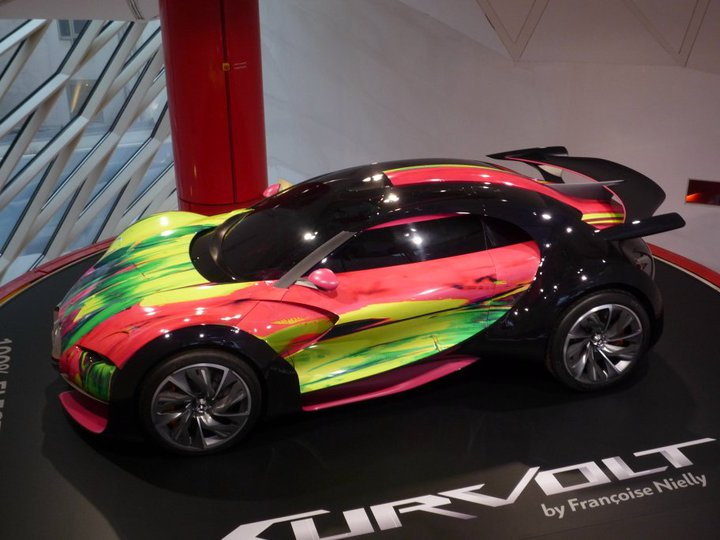
Survolt Art Car by F. Nielly
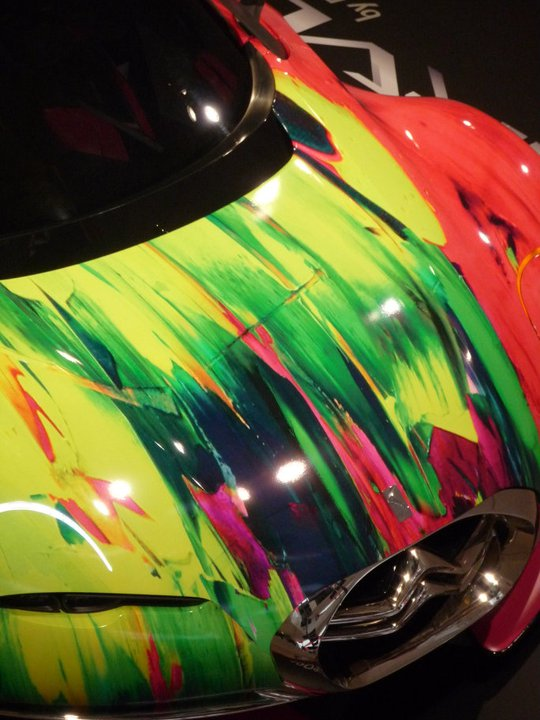
Survolt Art Car by F. Nielly

## Leistungs- und Verbrauchsdaten
Der Survolt wird von zwei Elektromotoren angetrieben, die zusammen 220,5 kW (300 PS) haben. Die Höchstgeschwindigkeit ist 260 km/h. In weniger als 5 Sekunden kann das Fahrzeug von 0 auf 100 km/h beschleunigen. Citroën gibt die Reichweite mit 200 km an.

## Motorsport
Der Citroën Survolt hatte seinen ersten Auftritt bei dem Rennen von Le Mans Classic 2010. Vanina Ickx war die erste Fahrerin.

## Medien
Der Citroën Survolt ist vertreten in den Spielen Asphalt 8: Airborne, Driveclub und GT Racing 2. Die Englische Autoshow Top Gear hat den Wagen auf ihrer berühmten Teststrecke getestet. Sie haben ihm sehr hohe Bewertungen gegeben, abgesehen vom Ein- und Ausstiegskomfort.